# علی‌محمد اوبا
علی‌محمد اوبا (به لاتین: Əliməmmədoba) یک منطقه مسکونی در جمهوری آذربایجان است که در شهرستان قوبا واقع شده است. علی‌محمد اوبا ۸۲۵ نفر جمعیت دارد.